# Меллен де Сен-Желе
Меллен де Сен-Желе (фр. Mellin de Saint-Gelais; около 1491, Ангулем — 14 октября 1558, Париж) — французский поэт эпохи Ренессанса, придворный поэт короля Франции Франциска I.
Один из первых представителей петраркизма во Франции.

## Биография
По некоторым данным, был побочным сыном Жана де Сен-Желе, маркиза Монтелье, представителя знати Ангулема. Его дядей был Октавиан де Сен-Желе, епископ Ангулема с 1494, поэт и переводчик «Энеиды» на французский язык.
Получил прекрасное образование; изучал право в колледже Пуатье. В 1509 году в возрасте двадцати лет, отправился в Италию, чтобы завершить своё обучение в университетах Болоньи и Падуи. Во время учёбы попал под влияние итальянской литературы, установил связи с представителями аристократической и культурной среды, итальянцев, жаждущих знаний во всех областях науки и искусства.
Стал известен как врач, астролог и поэт. Прекрасный музыкант игры на лютне и певец. О его музыкальных талантах свидетельствуют многочисленные современные источники.
В 1518 году вернулся во Францию, занимал различные официальные посты.
Его музыкальные и литературные способности, обширные культурные знания, быстро приблизили его к королю Франциску I и его двору. В 1518 был назначен придворным поэтом короля. На протяжении всей своей жизни бы близким другом Клемана Маро, с которым разделил роль поэта-лауреата французского двора. Дружил с поэтом Клодом Шапюи. 
Служил капелланом дофина, аббатом Реклю в епархии Труа, с 1536 был хранителем Королевской библиотеки в Блуа, а затем в Фонтенбло.
После смерти короля Франциска I, поступил на службу к его преемнику Генриху II.

## Творчество
Автор лирических стихов, блещущих остроумием, зачастую сдобренных непристойностью.
В 1556 перевёл с итальянского трагедию  Триссино «Софонисба», которую посвятил Екатерине Медичи.
Его "Poésies" изданы в 1574, 1582, 1665, 1719 гг. Заслугой Меллена де Сен-Желе является борьба за чистоту языка против новшеств "Плеяды" и Ронсара. 
Долгое время считалось, что Клеман Маро в начале 1530-х годов первым ввёл жанр сонета во французскую поэзию. Однако в настоящее время исследователи склонны полагать, что пальму первенства следует разделить между Маро и Мелленом де Сен-Желе.